# 10 Большого Пса
10 Большого Пса (лат. 10 Canis Majoris), FT Большого Пса (лат. FT Canis Majoris), HD 48917 — двойная звезда в созвездии Большого Пса на расстоянии приблизительно 1820 световых лет (около 558 парсеков) от Солнца. Видимая звёздная величина звезды — от +5,44m до +5,13m. Возраст звезды оценивается как около 8,2 млн лет.

## Характеристики
Первый компонент — бело-голубая эруптивная переменная Be-звезда (BE) спектрального класса B2IIIe или B2V. Масса — около 19,2 солнечных, радиус — около 10 солнечных, светимость — около 44463 солнечных. Эффективная температура — около 25350 К.
Второй компонент — жёлто-белая звезда спектрального класса F. Эффективная температура — около 6927 К.